# مقاطعة مونتغومري (تكساس)
مقاطعة مونتغومري (بالإنجليزية: Montgomery  County)‏ هي إحدى المقاطعات في ولاية تكساس، الولايات المتحدة الأمريكية.

## أعلام
- كليف يونغ
- تشارلز توماس